# Ferdinand Bloch-Bauer
Ferdinand Bloch-Bauer (geb. 16. Juli 1864 in Jungbunzlau/Böhmen; gest. 13. November 1945 in Zürich; gebürtig Ferdinand Bloch) war ein österreichisch-tschechischer Zuckerfabrikant und Kunstliebhaber.

## Jugend und Ausbildung
Ferdinand Bloch wurde 1864 als der dritte Sohn des jüdischen Zuckerfabrikanten und Bankiers David Bloch (1820–1892) in Mladá Boleslav geboren. Er besuchte die Handelsakademie in Prag und Finanzkurs in Berlin. Sodann arbeitete er im Familienbetrieb, der unter seiner Leitung zu einem europäischen Großunternehmen expandierte.

## Heirat mit Adele Bauer und Freundschaft mit Klimt

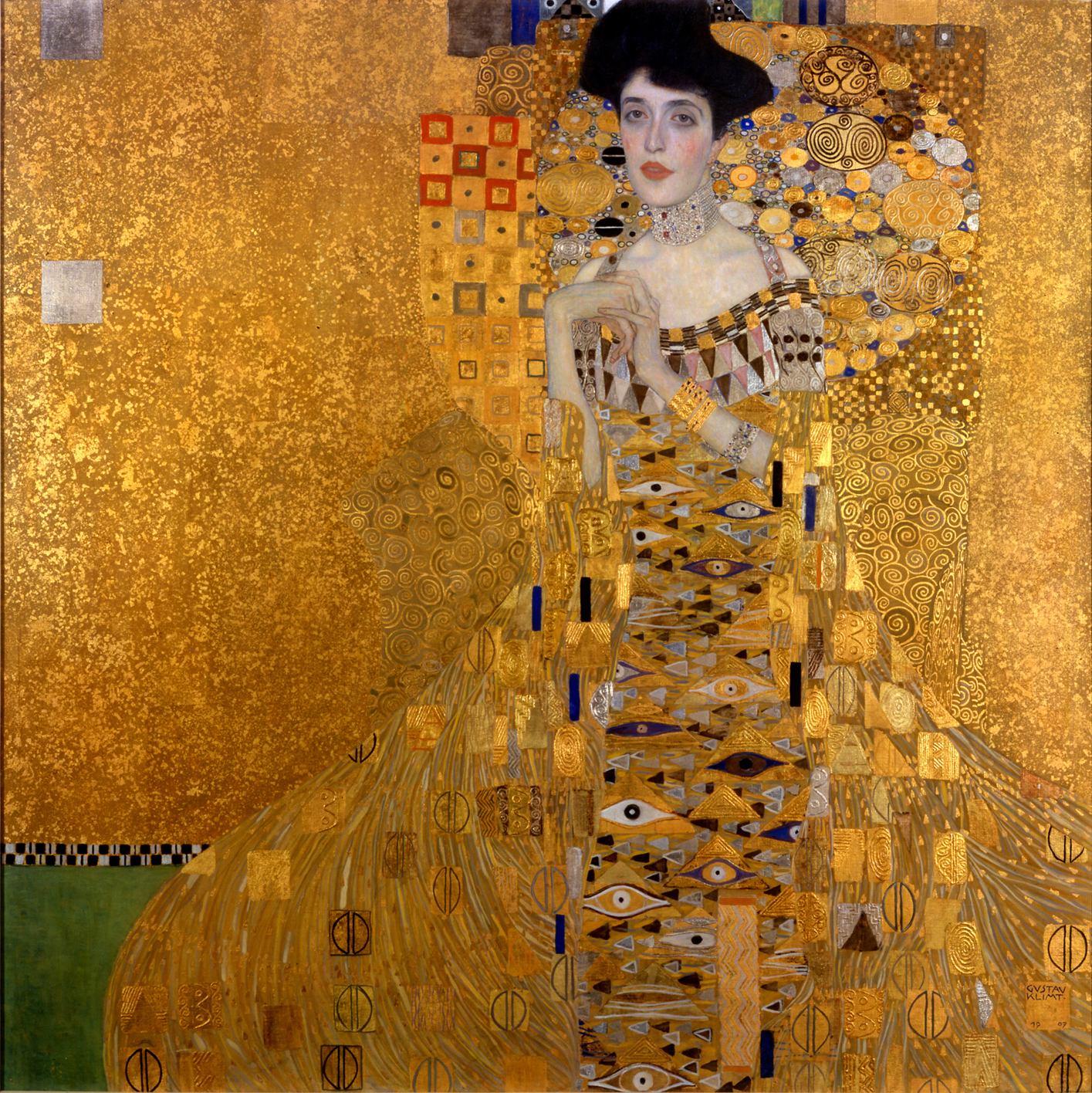
Adele Bauer von Gustav Klimt

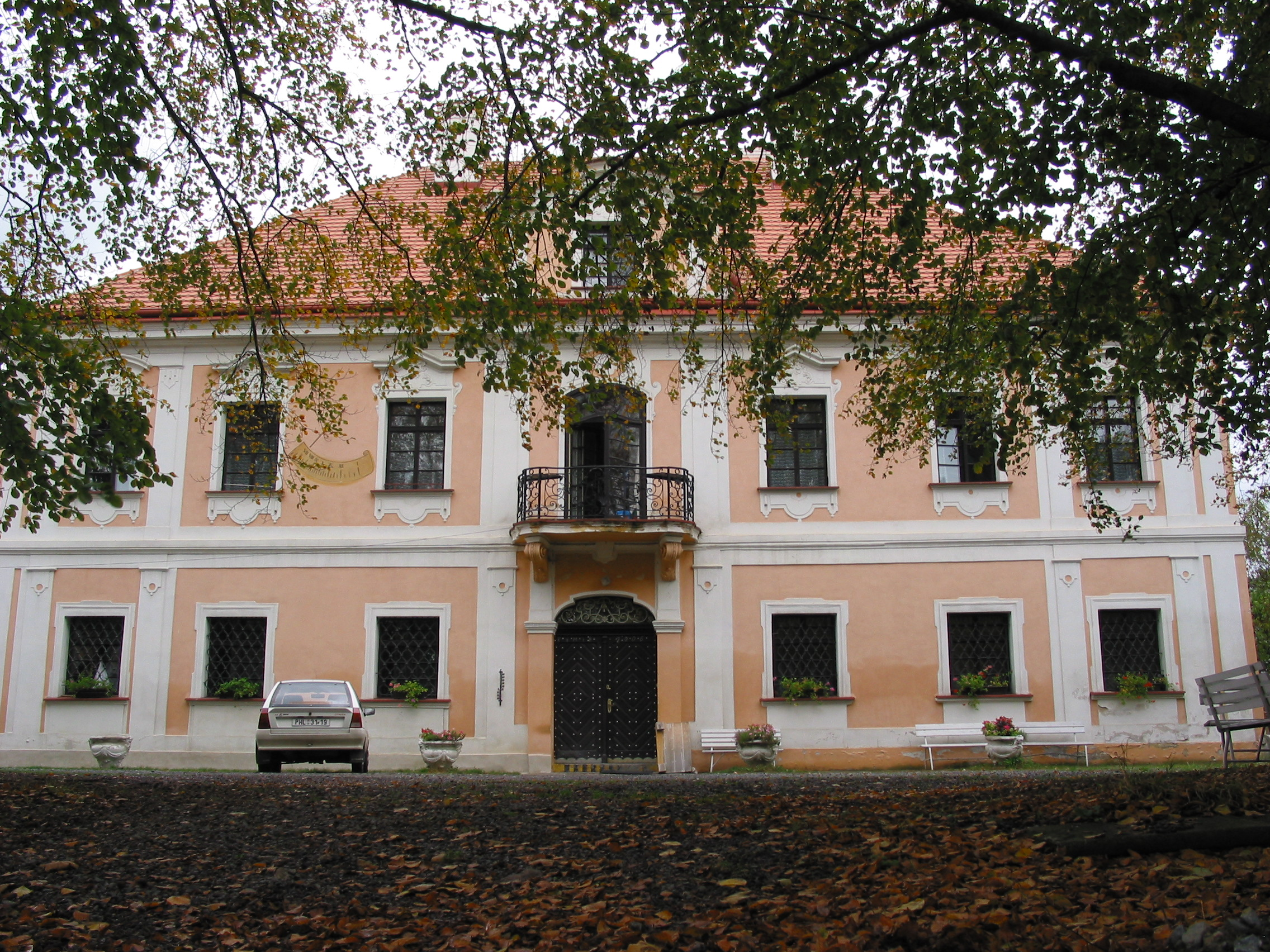
Schloss Panenské Břežany (deutsch: Jungfern-Breschan) bei Prag

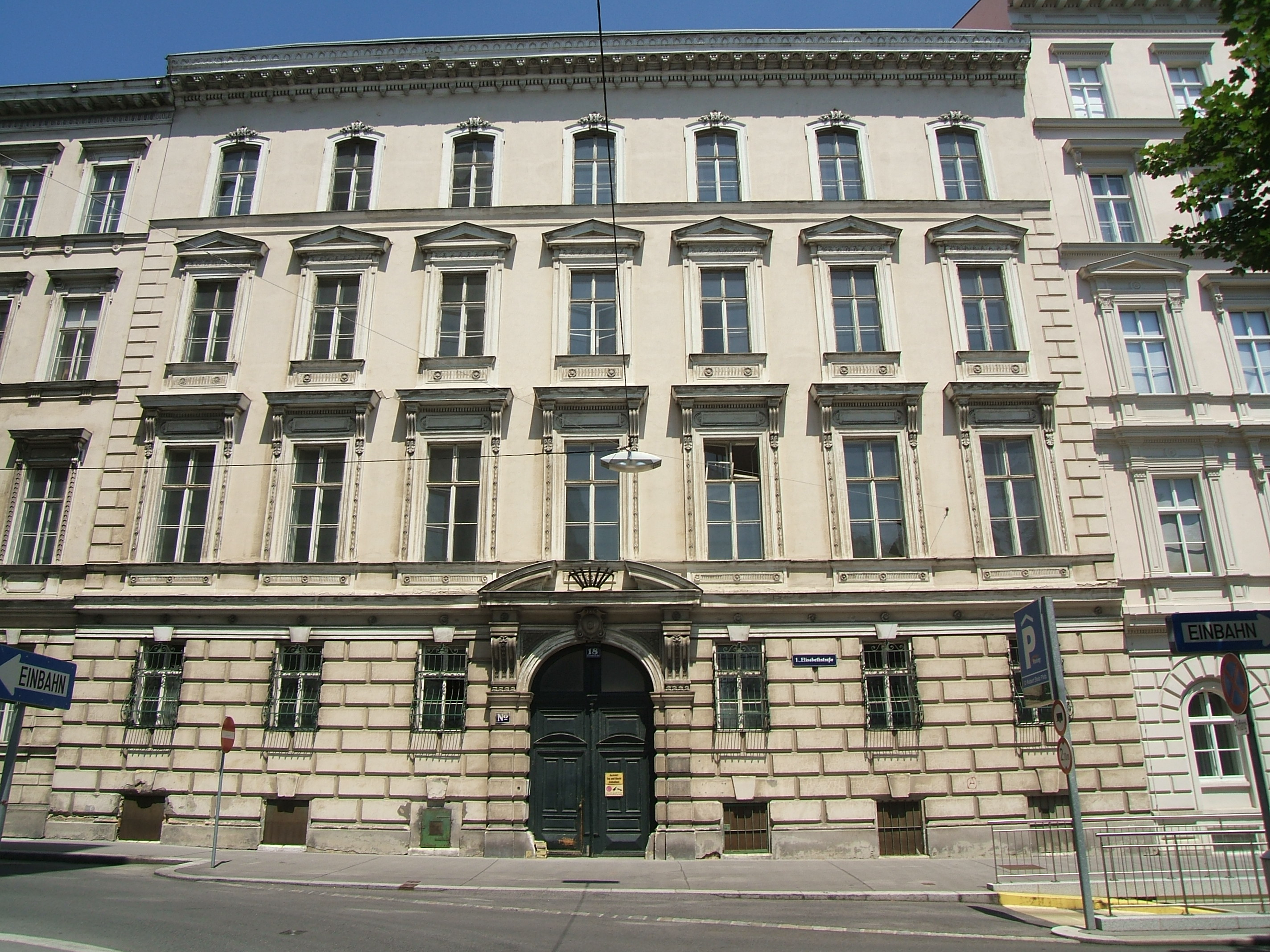
Zeitweise Wohnort in Wien, Elisabethstraße 18

1899 lernte Ferdinand Bloch im Alter von 35 Jahren die 18-jährige Adele Bauer kennen, Tochter von Moritz Bauer (1840–1905), Generaldirektor des Wiener Bankvereins und Präsident der Orientbahnen. Noch im Dezember des Jahres heirateten die beiden. Adele Bloch-Bauer erlitt zwei Totgeburten und ihr drittes Kind starb zwei Tage nach der Geburt. Bei der Eheschließung entschied das Paar, gemeinsam den Familiennamen Bloch-Bauer zu tragen.
Ferdinand Bloch-Bauer und seine Frau waren angesehene Persönlichkeiten des Wiener Fin de siècle und der österreichischen Ersten Republik. In ihren Räumlichkeiten in der Schwindgasse 10 im 4. Wiener Gemeindebezirk Wieden und später in der Elisabethstraße 18 in der Inneren Stadt verkehrten Persönlichkeiten aus Politik, Wirtschaft und Kultur wie Karl Renner, Julius Tandler und Stefan Zweig, mit denen besonders die intellektuell äußerst regsame und der Sozialdemokratie zugeneigte Adele Bloch-Bauer intensive Kontakte pflegte.
Eine spezielle Beziehung hatte das Paar zu dem österreichischen Maler Gustav Klimt, für den Adele häufig Modell stand und den Ferdinand finanziell unterstützte. Im Palais der Familie Bloch-Bauer in der Elisabethstraße befanden sich diverse Bilder von Klimt wie Adele Bloch-Bauer I oder Apfelbaum I, die von Ferdinand Bloch-Bauer in Auftrag gegeben worden waren.
1909 erwarb Bloch-Bauer die Güter „Odolenswasser“ und „Jungfern Breschan“ in Böhmen, auf dem er im Unteren Schloss wohnte und seine Kunstsammlungen unterbrachte. Er kümmerte sich um die Instandsetzung der Denkmäler, so ließ er beispielsweise 1914 die Barockkirche von  Dientzenhofer in Odolenswasser reparieren. Nach dem Zerfall der Habsburgermonarchie optierte er 1918/1919 für die tschechoslowakische Staatsbürgerschaft und führte dieses Gut bei Prag als Hauptwohnsitz. 1919 erwarb er ein Palais in der Wiener Elisabethstraße 18.

## Tod von Adele Bloch-Bauer und Vertreibung
Am 24. Januar 1925 starb Adele Bloch-Bauer an einer Gehirnhautentzündung und bat in ihrem Testament, dass ihr Mann ihre Klimt-Bilder nach seinem Tod der Österreichischen Staatsgalerie vermache. Nach 1945 stützte die Republik Österreich ihren Besitzanspruch auf diesen Passus und behauptete, dass er eine bindende Verfügung enthielt. Bloch-Bauer gab im Verlassenschaftsverfahren für seine verstorbene Frau an, die gemeinten Bilder seien ohnedies immer sein Eigentum gewesen (implizit: seine Frau habe daher nicht darüber verfügen können). Wichtige Gemälde kamen in der NS-Zeit somit ohne Genehmigung Bloch-Bauers schon zu seinen Lebzeiten in die spätere Österreichische Galerie Belvedere.

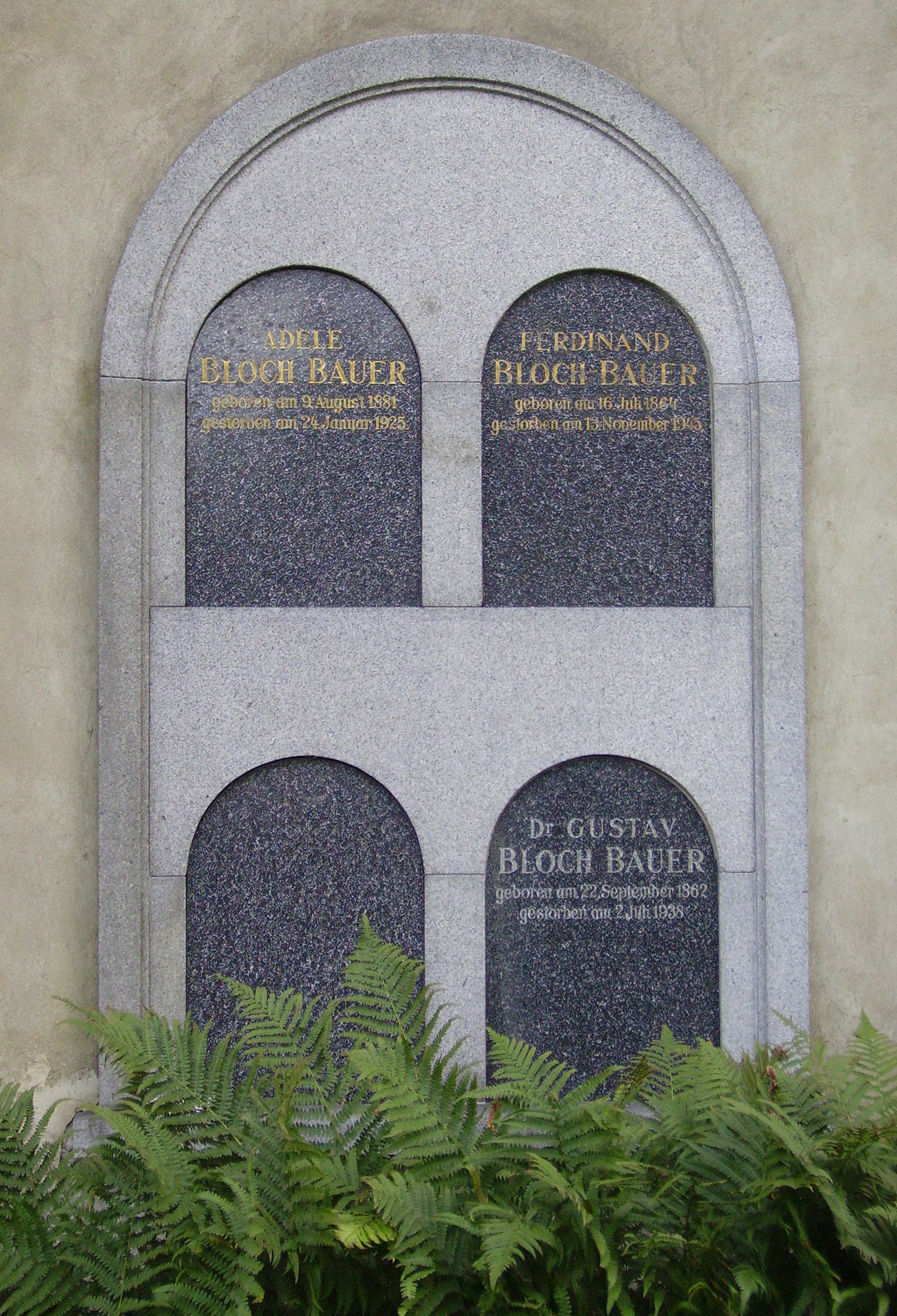
Urnengrab Bloch Bauer in Wien, Feuerhalle Simmering

Dem Wunsch seiner Frau kam Ferdinand Bloch-Bauer teilweise nach und verschenkte bereits vor seinem Tod einige Gemälde. 1927 erwarb das Nordböhmische Gewerbemuseum eine Gemälde- und Zeichnungssammlung von Bloch. 1936 ließ sich Bloch-Bauer vom Maler Oskar Kokoschka porträtieren.
Nach dem „Anschluss Österreichs“, den Bloch-Bauer auch durch Unterstützung der NS-Gegner abzuwenden versuchte, wurde er von den Nazis vertrieben und musste sein gesamtes Vermögen zurücklassen. Seine bedeutende, rund 450 Stück umfassende Porzellansammlung wurde im Palais in Wien beschlagnahmt. Die Kunstsammlung umfasste u. a. Werke von Ferdinand Georg Waldmüller, Emil Jakob Schindler, Franz Alt und Gustav Klimt. Sein Besitz in Jungfern Breschan wurde nach der NS-Okkupation der so genannten „Rest-Tschechei“ beschlagnahmt; das Untere Schloss war 1939–1942 Sitz des Reichsprotektors für Böhmen und Mähren.
Ferdinand Bloch-Bauer floh zunächst nach Prag, im Herbst 1938 durch Paris nach Zürich, wo er im Hotel Belle Rive wohnte und am 13. November 1945 verarmt starb. Sein Leichnam wurde, wie von ihm testamentarisch gewünscht, im Krematorium Sihlfeld D verbrannt. Seine Urne wurde später in Wien neben der seiner Frau im Familiengrab im Urnenhain der Feuerhalle Simmering bestattet (Abteilung MR, Gruppe 47, Nummer 1G). Das Grab besteht auf Friedhofsdauer.

## Rechtsstreit um die Klimt-Gemälde
Bloch-Bauer vermachte sein Vermögen testamentarisch den Kindern seines Bruders Gustav Bloch: Die Hälfte seines Vermögens ging an seine Lieblingsnichte Louise Baronin Gutmann (1907–1998), die andere Hälfte zu gleichen Teilen an seinen Neffen Robert Bloch-Bauer Bentley (1903–1987) und seine Nichte Maria Altmann. Es folgte ein jahrelanger Rechtsstreit um die Gemälde zwischen den Erben und der Republik Österreich, der 2006 mit der Restitution der von den Nazis beschlagnahmten Gemälde an Maria Altmann, der letzten noch lebenden Nichte, und ihre Miterben endete.

## Ehrung
- 1934 Komturkreuz des österreichischen Verdienstordens[7]
- 2016 Straßenbenennung Bloch-Bauer-Promenade, nach Adele und Ferdinand Bloch-Bauer, in Wien, Favoriten nahe dem neuen Hauptbahnhof[8][9]